# Алмаш
Алмаш, познато и као Ајмаш или Аљмаш, је некадашње српско село у Бачкој, које је постојало до прве половине 18. века.
Било је смештено на Алмашкој бари између Темерина, Надаља и Госпођинца. Према попису становништва из 1715. године, у селу је живело 20 српских породица. Године 1717—1718, читаво село је пресељено у Петроварадински Шанац (данас Нови Сад), на подручје између данашње Алмашке и Саборне цркве. Овај део Новог Сада се зато назива Алмашки крај или Алмашка четврт.